# Enjoy Incubus
Enjoy Incubus è il secondo EP del gruppo musicale statunitense Incubus, pubblicato nel 1996 dalla Sony.

## Descrizione
L'EP rappresenta il debutto degli Incubus nel mondo delle major e contiene brani originariamente presenti nel primo album in studio Fungus Amongus e due inediti.

## Tracce
1. You Will Be A Hot Dancer – 4:17
2. Shaft! – 3:25
3. Take Me To Your Leader - 4:33
4. Version - 4:17
5. Azwethinkweiz – 3:46
6. Hilikus (+ ghost track) – 18:05

## Formazione
- Brandon Boyd – voce, percussioni, didgeridoo
- Mike Einziger – chitarra, pianoforte
- Dirk Lance – basso
- José Antonio Pasillas II – batteria
- DJ Lyfe – giradischi